# Mawatarius inexpectabilis
Mawatarius inexpectabilis is een mosdiertjessoort uit de familie van de Mawatariidae. De wetenschappelijke naam van de soort is voor het eerst geldig gepubliceerd in 1985 door Gordon.